# Grantia strobilus
Grantia strobilus är en svampdjursart som först beskrevs av Ernst Haeckel 1872.  Grantia strobilus ingår i släktet Grantia och familjen Grantiidae. Inga underarter finns listade i Catalogue of Life.